# Veneto Open 2024/Qualifikation
Dieser Artikel zeigt die Ergebnisse der Qualifikationsrunde für die Veneto Open 2024 des Damentennis. Insgesamt nahmen 8 Spielerinnen an der Qualifikation teil, die am 16. Juni 2024 stattfand. Vier Spielerinnen qualifizierten sich für das Hauptfeld des Turniers. Dazu kamen Ankita Raina und Anna Sisková als Lucky Loser.

## Einzel

### Setzliste
| Nr. | Spielerin         | Erreichte Runde |
| --- | ----------------- | --------------- |
| 01. | Alycia Parks      | qualifiziert    |
| 02. | Varvara Lepchenko | qualifiziert    |
| 03. | Elvina Kalieva    | qualifiziert    |
| 04. | Ankita Raina      | Lucky Loser     |

Zeichenerklärung
- Q = Qualifikant
- WC = Wildcard
- LL = Lucky Loser
- ITF = qualifiziert über ITF-Ranking
- ALT = alternate (Ersatz)
- PR = Protected Ranking
- SE = Special Exempt
- r = retired (Aufgabe)
- d = Disqualifikation
- w.o. = walkover
- [ ] = Match-Tie-Break

### Ergebnisse
|  | Qualifikationsrunde |                     |    |    |    |
|  |                     |                     |    |    |    |
|  | 1                   | Alycia Parks        | 6  | 4  | 7  |
|  |                     | Anna Sisková        | 1  | 6  | 61 |
|  |                     |                     |    |    |    |
|  | 2                   | Varvara Lepchenko   | w. | o. |    |
|  | WC                  | Jennifer Ruggeri    |    |    |    |
|  |                     |                     |    |    |    |
|  | 3                   | Elvina Kalieva      | 6  | 6  |    |
|  | WC                  | Anastasia Abbagnato | 0  | 4  |    |
|  |                     |                     |    |    |    |
|  | 4                   | Ankita Raina        | 4  | 0  |    |
|  |                     | Susan Bandecchi     | 6  | 6  |    |